# Zinnia americana
Zinnia americana là một loài thực vật có hoa trong họ Cúc. Loài này được (Mill.) Olorode & A.M.Torres miêu tả khoa học đầu tiên năm 1970.